# رياض بن عياد
رياض بن عياد (مواليد 2 نوفمبر 1996) هو لاعب كرة قدم جزائري يلعب في مركز المهاجم في نادي الرجاء الرياضي.

## الإنجازات
الرجاء الرياضي
- الدوري المغربي لكرة القدم: 2023–24

 نادي بارادو
- الرابطة الجزائرية المحترفة الثانية: 2016–17

## روابط خارجية
- رياض بن عياد على موقع قاعدة بيانات كرة القدم.إي يو (الإنجليزية)
- رياض بن عياد على موقع Soccerway.com (الإنجليزية)